# Siirt
Siirt (arabisch سعرد Siʿrad, reichsaramäisch ܣܥܪܬ siʿreth, armenisch Սղերդ Sġerd, kurdisch Sêrt) ist eine Stadt in der türkischen Region Südostanatolien. Sie ist die Hauptstadt der gleichnamigen Provinz Siirt und zugleich Zentrum eines direkt dem Gouverneur unterstellten Kreises, des zentralen Landkreises (Merkez). Die Stadt Siirt liegt ca. 800 km südöstlich von der Landeshauptstadt Ankara.
Die Kfz-Kennzeichen der Stadt und der Provinz beginnen mit den Ziffern 56.

## Geographie
Der Landkreis liegt im Zentrum der Provinz und hat bis auf Pervari Grenzen mit allen anderen Kreisen der Provinz: Kurtalan im Osten, Baykan im Norden, Şirvan und Tillo im Nordosten sowie Eruh im Süden. Im Südwesten grenzt der Kreis an die Provinz Batman.
Der zentrale Landkreis bestand Ende 2020 neben der Provinzhauptstadt aus einer weiteren Belediye (Gökçebağ 1744 Einw.) und 35 Dörfern (Köy) mit durchschnittlich 306 Bewohnern. Pınarca (1601), Meydandere (931) und Ekmekçiler (905 Einw.) sind die größten Dörfer, elf Dörfer haben mehr Einwohner als der Durchschnitt.

## Klimatabelle
|                        | Jan  | Feb  | Mär   | Apr  | Mai  | Jun  | Jul  | Aug  | Sep  | Okt  | Nov  | Dez  |   |       |
| Mittl. Temperatur (°C) | 3,0  | 4,2  | 8,5   | 14,1 | 19,6 | 26,2 | 30,6 | 30,0 | 25,1 | 18,1 | 10,2 | 4,9  | ⌀ | 16,3  |
| Mittl. Tagesmax. (°C)  | 6,9  | 8,7  | 13,6  | 19,5 | 25,3 | 32,4 | 37,2 | 37,0 | 32,3 | 24,6 | 15,3 | 8,8  | ⌀ | 21,9  |
| Mittl. Tagesmin. (°C)  | −0,1 | 0,6  | 4,5   | 9,5  | 14,0 | 19,5 | 23,8 | 23,5 | 19,0 | 13,2 | 6,5  | 2,0  | ⌀ | 11,4  |
|                        |      |      |       |      |      |      |      |      |      |      |      |      |   |       |
| Niederschlag (mm)      | 77,6 | 99,2 | 111,2 | 96,9 | 62,6 | 9,8  | 2,7  | 1,7  | 4,0  | 47,5 | 87,7 | 90,8 | Σ | 691,7 |
|                        |      |      |       |      |      |      |      |      |      |      |      |      |   |       |
| Sonnenstunden (h/d)    | 3,6  | 4,4  | 5,5   | 6,7  | 9,1  | 11,7 | 12,2 | 11,4 | 10,1 | 7,2  | 5,1  | 3,4  | ⌀ | 7,5   |
|                        |      |      |       |      |      |      |      |      |      |      |      |      |   |       |
| Regentage (d)          | 11,6 | 11,8 | 14,1  | 13,3 | 10,0 | 3,3  | 0,9  | 0,8  | 1,7  | 8,4  | 9,0  | 11,3 | Σ | 96,2  |

| −0,1 |

| 0,6 |

| 4,5 |

| 9,5 |

| 14,0 |

| 19,5 |

| 23,8 |

| 23,5 |

| 19,0 |

| 13,2 |

| 6,5 |

| 2,0 |

| −0,1 |

| 0,6 |

| 4,5 |

| 9,5 |

| 14,0 |

| 19,5 |

| 23,8 |

| 23,5 |

| 19,0 |

| 13,2 |

| 6,5 |

| 2,0 |

## Bevölkerung
Die heutige Stadtbevölkerung besteht aus Kurden, Türken und Arabern. Die einheimischen Araber sprechen einen eigenen Dialekt. Dieser gehört zu den qeltu-Dialekten des irakischen Arabisch.
Von 1858 bis 1915 war die Stadt Siirt Bischofssitz der Chaldäisch-Katholischen Kirche. Die meisten Assyrer/Aramäer in der Stadt, darunter auch ihr Erzbischof Addai Scher, wurden während des Völkermordes an den Aramäern 1915 getötet.
Der Kreis hatte Ende 2020 die größte Bevölkerungsdichte der sieben Kreise der Provinz. Der städtische Bevölkerungsanteil lag bei 94,01 %.

### Bevölkerungsentwicklung
Nachfolgende Tabelle zeigt den vergleichenden Bevölkerungsstand am Jahresende für die Provinz, den zentralen Landkreis und die Stadt Siirt sowie den jeweiligen Anteil an der übergeordneten Verwaltungsebene. Die Zahlen basieren auf dem 2007 eingeführten adressbasierten Einwohnerregister (ADNKS).

| Jahr | Provinz | Landkreis    | Landkreis | Stadt        | Stadt   |
| Jahr | absolut | anteilig (%) | absolut   | anteilig (%) | absolut |
| ---- | ------- | ------------ | --------- | ------------ | ------- |
| 2020 | 331.070 | 51,23        | 169.615   | 92,98        | 157.714 |
| 2019 | 330.280 | 51,07        | 168.659   | 92,41        | 155.862 |
| 2018 | 331.670 | 50,15        | 166.332   | 92,37        | 153.647 |
| 2017 | 324.394 | 49,76        | 161.423   | 92,25        | 148.906 |
| 2016 | 322.664 | 49,15        | 158.574   | 92,87        | 147.271 |
| 2015 | 320.351 | 48,81        | 156.363   | 92,83        | 145.144 |
| 2014 | 318.366 | 47,91        | 152.539   | 91,96        | 140.278 |
| 2013 | 314.153 | 46,90        | 147.323   | 92,45        | 136.203 |
| 2012 | 310.879 | 46,89        | 145.784   | 92,84        | 135.350 |
| 2011 | 310.468 | 46,69        | 144.947   | 93,05        | 134.871 |
| 2010 | 300.695 | 45,60        | 137.126   | 92,74        | 127.174 |
| 2009 | 303.622 | 45,84        | 139.188   | 92,76        | 129.108 |
| 2008 | 299.819 | 44,29        | 132.789   | 92,22        | 122.463 |
| 2007 | 291.528 | 43,87        | 127.881   | 91,96        | 117.599 |

### Volkszählungsergebnisse
Zu den Volkszählungen liegen folgende Bevölkerungsangaben über die Stadt, den Kreis, die Provinz und das Land vor: Ein Teil der Werte (1960 und davor sowie 1997) wurden PDF-Dokumenten entnommen, die über die Bibliothek des TÜIK abruf- und downloadbar sind.
| Region                     | 1945       | 1950       | 1955       | 1960       | 1965       | 1970       | 1975       | 1980       | 1985       | 1990       | 1997       | 2000       |
| -------------------------- | ---------- | ---------- | ---------- | ---------- | ---------- | ---------- | ---------- | ---------- | ---------- | ---------- | ---------- | ---------- |
| Stadt (Şehir)              | 16.210     | 15.580     | 20.819     | 22.944     | 25.480     | 29.544     | 35.654     | 42.291     | 53.884     | 68.320     | 107.067    | 98.281     |
| zentraler Kreis (Merkez)00 | 24.034     | 24.979     | 31.491     | 35.749     | 39.609     | 45.451     | 54.958     | 61.995     | 75.680     | 82.075     | 115.224    | 107.313    |
| Provinz (İl)               | 133.627    | 156.703    | 191.234    | 232.243    | 264.832    | 320.684    | 381.503    | 445.483    | 524.741    | 243.435    | 262.371    | 263.676    |
| Türkei                     | 18.790.174 | 20.947.188 | 24.064.763 | 27.754.820 | 31.391.421 | 35.605.176 | 40.347.719 | 44.736.957 | 50.664.458 | 56.473.035 | 62.865.574 | 67.803.927 |

## Geschichte
In frühen islamischen Quellen wird Siirt kaum erwähnt, was wohl an der geringen strategischen Bedeutung lag. Siirt wurde manchmal als Teil von Armenien oder al-Dschazira genannt und war ein wichtiges Zentrum des östlichen Christentums. So erwähnt der arabische Autor Schabuschti aus dem 9. Jahrhundert das Kloster Ahwischa mit seinerzeit bis zu 400 Mönchen. 1036 wurde hier von einem unbekannten nestorianischem Autor die Chronik von Seert verfasst. Im 11. Jahrhundert wurde Siirt Teil des Reiches der Merwaniden und danach der Ortoqiden. Der turkomanische Herrscher Zengi eroberte die Stadt 1143/1144. In Siirt regierte später eine Seitenlinie der Ayyubiden, bis diese von dem Aq-Qoyunlu-Herrscher Uzun Hasan abgesetzt wurden.
Als die Osmanen die Safawiden 1514 besiegten, gelangte Siirt unter osmanische Herrschaft. Ein Nachfahre der Ayyubiden namens Malik Khalil wurde von den Osmanen als Verwalter von Siirt und Hasankeyf eingesetzt. Siirt war Teil des Beylerbeys von Diyarbakır. Im Jahr 1526 setzte sich die Bevölkerung der Stadt aus etwa gleichen Anteilen von Muslimen und Christen zusammen. Mit der Garnison und einer jüdischen Gemeinde betrug die Einwohnerzahl zwischen 4500 und 5000 Menschen.
Evliya Çelebi bezeichnete Siirt als ein osmanisches Sandschak und unterschied es so von den kurdisch-osmanischen Sandschaks in der Umgebung. Diese genossen seit dem Sieg der Osmanen gegen die Safawiden Vorzüge und wurden von kurdischen Dynastien regiert. Der preußische General Helmuth Karl Bernhard von Moltke berichtet während seines Aufenthaltes in Siirt, dass es 600 muslimische und 200 christliche Familien gab. Ende des 19. Jahrhunderts wurde Siirt von Diyarbakır abgespaltet und Teil der Provinz Bitlis. In Siirt existierten damals 5 Moscheen. Neben den alten christlichen Konfessionen gab es nun auch protestantisch-armenische und katholisch-chaldäische Kirchen, dessen Schulen von amerikanischen Missionaren und französischen Dominikanern geleitet wurden. 1923 wurde Siirt als eigenständige Provinz Teil der Republik Türkei. Mit dem Bau der Eisenbahn 1932 bis Kurtalan, das etwa 30 km von Siirt entfernt ist, entwickelte sich Siirt zu einer wichtigen Stadt. 1927 noch mit etwas über 14.000 Einwohner hatte Siirt in den 1980er Jahren über 42.000 Einwohner.
Laut Stadtsiegel wurde Siirt 1948 zur Belediye erhoben.

1990 wurde der Bucak Aydınlar aus dem zentralen Landkreis ausgegliedert und ein selbständiger Kreis (Gesetz Nr. 3647). Seit 2013 tragen Stadt und Landkreis den Namen Tillo.

## Wirtschaft
Im 19. Jahrhundert war Siirt für seinen Weinanbau bekannt. Die in Siirt ansässige Jet-Pa Holding wurde im Dezember 1999 mit der Ankündigung des Jetpa-Chef Fadil Akgündüz bekannt, ein „türkisches Auto“ bauen zu wollen. Jet-Pa Holding sponsert den örtlichen Fußballverein.

## Verkehr
Der zentrale Landkreis wird von der Fernstraße D 370 in Ost-West-Richtung durchquert, die Fernstraße D 965 endet, von Norden (Provinz Ardahan) kommend, bei Siirt. Etwa zehn Kilometer nordwestlich der Stadt befindet sich der Flughafen Siirt.

## Politik
Bei den Kommunalwahlen 2014 wurden Tuncer Bakırhan und Belkıza Beştaş Epözdemir zu Co-Bürgermeistern gewählt. Am 16. November 2016 wurde Tuncer Bakırhan verhaftet. Im November 2016 wurden die Bürgermeister abgesetzt und durch einen von der Regierung in Ankara ernannten Zwangsverwalter ersetzt.

## Persönlichkeiten
- Addai Scher (1867–1915), Bischof und Orientalist
- Mustafa Özer (* 1969), türkischer Fußballspieler und -trainer
- Hasan Özer (* 1974), türkischer Fußballspieler und -trainer
- Bülent Mumay (* 1977), türkischer Journalist
- Hasan Hüseyin Akınay (* 1994), Fußballtorhüter